# Jardins dels Castellers
Els Jardins dels Castellers és un espai públic del barri del El Clot a Barcelona, situat al costat del Parc del Clot, entre els carrer de Rossend Nobas i dels Escultors Calperós.

## Història i descripció
Es va construir l'any 2003 en homenatge a les colles castelleres de la ciutat. Davant d'aquesta plaça, al carrer Rossend Nobas 33, hi van tenir el seu local els Castellers de Barcelona entre 1986 i 2006.

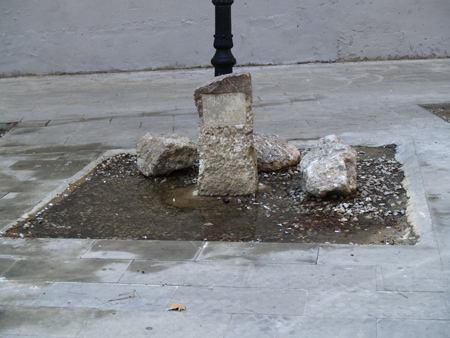
Pedres de Montserrat que van portar els Castellers de Barcelona.

Hi podem trobar la Font dels Castellers, construïda durant els anys 1960 i 1970 com a sortidor per sol·licitud dels Castellers de Barcelona que assajaven a l'aire lliure. L'any 1978 els Castellers de Barcelona van portar unes pedres de Montserrat per decorar-la fet que li va fer guanyar el seu nom actual. L'any 2003 es va traslladar als nous Jardins dels Castellers en forma de font. Aquesta nova font tenia una decoració de trencadís vermell, negre i blanc a la base fet pel ceramista Calbet. Poc a poc la font es va anar degradant, perdent el mosaic i es va enderrocar l'any 2012.

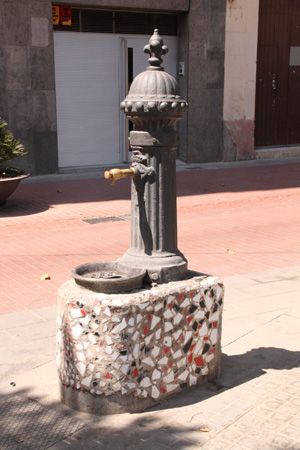
Font dels Castellers l'any 2007.